# 塔瑪灰蝶屬
塔瑪灰蝶屬（學名：Thamala）是線灰蝶亞科鹿灰蝶族裡的一個屬。共有2個物種，分佈於東洋界。

## 物種
- 塔瑪灰蝶 Thamala marciana (Hewitson, 1863)
- 穆塔瑪灰蝶 Thamala moultoni (Hewitson, 1869)